# Virgil Thomson
Virgil Thomson (25. listopadu 1896 – 30. září 1989) byl americký hudební skladatel a kritik.

## Život
Narodil se v Kansas City ve státě Missouri a v mládí hrával o nedělích na varhany v místním kostele (jeho učitel hry na klavír byl tamním varhaníkem). Po první světové válce, během níž působil v armádě, studoval na Harvardově univerzitě a absolvoval koncertní turné po Evropě se souborem Harvard Glee Club. V letech 1925 až 1940 žil v Paříži, kde již dříve jeden rok studoval. Přátelil se s Gertrude Steinovou, která napsala libreta k jeho prvním dvěma operám, Four Saints in Three Acts (1928) a The Mother of Us All (1947). V šedesátých letech složil ještě jednu operu, Lord Byron,  inspirovanou Georgem Gordonem Byronem, pro kterou napsal libreto Jack Larson. Rovněž je autorem baletů a filmové hudby, skládal hudbu pro orchestry, sbory, komorní soubory i sólové nástroje. Je autorem několika knih, včetně The State of Music (1940), Music, Right and Left (1951) a Music with Words: A Composer's View (1989). V letech 1940 až 1954 psal kritiku pro noviny New York Herald Tribune. Je nositelem Pulitzerovy ceny za hudbu k filmu Louisiana Story (1948); šlo o jediný případ v osmdesátileté historii ocenění, kdy bylo uděleno za filmovou hudbu. V roce 1983 mu byla udělena cena Kennedy Center Honors a v roce 1988 Národní medaile za umění. Byl dlouholetým přítelem výtvarníka Maurice Grossera. Zemřel v newyorském hotelu Chelsea, ve kterém žil téměř padesát let.